# LXVIII Korpus Armijny (III Rzesza)
LXVIII Korpus Armijny (niem. LXVIII. Armeekorps) – jeden z niemieckich korpusów armijnych, uczestniczył w okupacji Grecji i w walkach z Armią Czerwoną.  
Utworzony 9 kwietnia 1943 roku w okupowanej Grecji ze sztabu Misji Wojskowej w Iraku (misja miała za zadanie wspierać powstańców w czasie wojny iracko-angielskiej). We wrześniu 1944 roku został ewakuowany z Grecji i pod koniec roku skierowany do walki przeciw Armii Czerwonej. Prowadził działania bojowe m.in. nad Balatonem i nad Drawą. W czasie walk nad Balatonem wchodził w skład 2 Armii Pancernej i składał się z 71 DP, 13 DGren. SS „Handschar” i 44 DP.

## Dowódcy korpusu
- gen. Hellmuth Felmy (do 1.12.1944)
- gen. Friedrich-Wilhelm Müller (1.12.1944 - 27.01.1945)
- gen. por. Arthur Schwarzenecker (27.01.1945 - 29.01.1945)
- gen. Rudolf Konrad (29.01.1945 - do kapitulacji)[3]

## Struktura organizacyjna
Skład w kwietniu 1945 roku:
- 71 Dywizja Piechoty
- 297 Dywizja Piechoty,
- 13 Dywizja Górska SS „Handschar”